# Elmar Kindle
Elmar Kindle (* 21. Februar 1968 in Grabs) ist ein liechtensteinischer Politiker und war von 1997 bis 2013 Abgeordneter im liechtensteinischen Landtag.

## Biografie
Elmar Kindle ist der Sohn von Edwin Kindle und dessen Frau Trudy (geborene Moser), er wuchs mit zwei Schwestern auf. 
Elmar Kindle besuchte von 1982 bis 1986 die Realschule in Balzers, absolvierte von 1987 bis 1991 eine Tiefbauzeichnerlehre, und von 1991 bis 1992 ein Baupraktikum mit Maureranlehre. in dem Zeitraum von 1991 bis 1996 schloss er das Studium des Bauingenieurwesens an der Fachhochschule Liechtenstein in Vaduz mit dem Diplom zum Bauingenieur (FH) ab. Seit dem Jahr 1992 ist Kindle in der Position eines Bauzeichners bzw. Bauingenieurs beim Ingenieurbüro Hoch & Gassner AG in Triesen tätig. Im Jahr 2005 wurde er zum Geschäftsleiter ernannt, im Jahr 2006 übernahm er die Position des Geschäftsinhabers und wurde zudem in den Verwaltungsrat aufgenommen.
Von 1997 bis 2013 vertrat Kindle die Fortschrittliche Bürgerpartei im Landtag des Fürstentums Liechtenstein. Als Abgeordneter war er seit 2003 Mitglied der Finanzkommission, einer der drei ständigen Kommissionen des Landtages. Bei der Landtagswahl im Februar 2013 kandidierte er nicht mehr.